# Correio da Manhã (Mozambico)
Correio da Manhã è un quotidiano del Mozambico.